# Euceros serricornis
Euceros serricornis är en stekelart som först beskrevs av Alexander Henry Haliday 1838.  Euceros serricornis ingår i släktet Euceros och familjen brokparasitsteklar. Arten är reproducerande i Sverige. Inga underarter finns listade i Catalogue of Life.